# Садовое (Токмакский район)
Садовое (укр. Садове) — село,
Жовтневый сельский совет,
Токмакский район,
Запорожская область,
Украина.
Код КОАТУУ — 2325281204. Население по переписи 2001 года составляло 405 человек.

## Географическое положение
Село Садовое находится на левом берегу реки Чунгул,
выше по течению на расстоянии в 3 км расположено село Червоногорка.
На расстоянии в 4 км расположен город Токмак.
Рядом проходит автомобильная дорога Р-37.

## История
- 1928 год — дата основания.